# گنبد مینا
گنبد مینا آلبومی است در ژانر موسیقی سنتی ایرانی در آواز دشتی با صدای محمدرضا شجریان، آهنگسازی پرویز مشکاتیان، و تنظیم محمدرضا درویشی که در نوروز ۱۳۷۳ منتشر شد. اشعار این آلبوم از غزلیات حافظ ‌است. این آلبوم به افسانه شجریان تقدیم شده است.

## شرح

### هنرمندان
- خواننده: محمدرضا شجریان
- آهنگساز: پرویز مشکاتیان
- تنظیم‌کننده: محمدرضا درویشی
- اجرا: ارکستر سمفونیک تهران

### فهرست
- پیش درآمد دشتی
- آواز و سنتور (درآمد دشتی، بیات راجع)
- ادامه ی ساز و آواز (عشاق، قرچه، رضوی، عشاق و فرود)
- تصنیف گنبد مینا

## ترانه

### ترانهٔ یکم: دیدی ای دل که غم عشق دگر بار چه کرد
آواز دشتی، شعر از حافظ

(درآمد دشتی)

دیدی ای دل که غم عشق دگربار چه کرد
چون بشد دلبر و با یار وفادار چه کرد
(درآمد دشتی)

دیدی ای دل که غم عشق دگربار چه کرد

دیدی ای دل که غم عشق دگربار چه کرد

چون بشد دلبر و با یار وفادار چه کرد
(درآمد دشتی)

آه از آن نرگس جادو که چه بازی انگیخت
که چه بازی انگیخت

آه از آن نرگس جادو که چه بازی انگیخت

وه از آن مست که با مردم هشیار چه کرد
(بیات راجع)

اشک من رنگ شفق یافت ز بی مهری یار

اشک من رنگ شفق یافت ز بی مهری یار

طالع بی شفقت بین
طالع بی شفقت بین که در این کار چه کرد
(عشاق)

برقی از منزل لیلی بدرخشید سحر
وه که با خرمن مجنون دل‌افگار چه کرد
(عشاق)

ساقیا جام می‌ام ده

ساقیا جام می‌ام ده که نگارندهٔ غیب

نیست معلوم
نیست معلوم که در پرده اسرار چه کرد
(قرچه)

آنکه پرنقش زد

آنکه پرنقش زد

آنکه پرنقش زد این دایرهٔ مینایی

کس ندانست
کس ندانست که در گردش پرگار چه کرد
(رضوی - عشاق و فرود)

فکر عشق آتش غم در دل حافظ زد و سوخت

فکر عشق آتش غم در دل حافظ زد و سوخت

یار دیرینه ببینید که با یار چه کرد
تصنیف گنبد مینا، شعر از حافظ
| دیده دریا کنم و صبر به صحرا فکنم     |  | و اندر این کار دل خویش به دریا فکنم |
| از دل تنگ گنهکار برآرم آهی           |  | کآتش اندر گنه آدم و حوا فکنم        |
| مایه خوشدلی آن جاست که دلدار آن جاست |  | می‌کنم جهد که خود را مگر آن جا فکنم  |
| بگشا بند قبا ای مه خورشید کلاه       |  | تا چو زلفت سر سودا زده در پا فکنم   |
| خورده‌ام تیر فلک باده بده تا سرمست    |  | عقده دربند کمر ترکش جوزا فکنم       |
| جرعه جام بر این تخت روان افشانم      |  | غلغل چنگ در این گنبد مینا فکنم      |
| حافظا تکیه بر ایام چو سهو است و خطا  |  | من چرا عشرت امروز به فردا فکنم      |